# Corunca
Corunca (Koronka en hongrois) est une commune roumaine du județ de Mureș, dans la région historique de Transylvanie et dans la région de développement du Centre.

## Géographie
La commune de Corunca est située dans le centre du département Mures (județul Mures)+, dans les collines de la Niraj, à 5 km au sud-est de Târgu Mureș, le chef-lieu du județ dont elle est une banlieue. La commune de Corunca est indépendante depuis 2004, date de sa séparation d'avec la commune de Livezeni.
La municipalité est composée des deux villages suivants (population en 2002) :
- Bozeni (200)
- Corunca (3569), siège de la municipalité.

## Histoire
La première mention écrite du village date de 1332 sous le nom hongrois de Korunka.
La commune de Corunca a appartenu au royaume de Hongrie, puis à l'empire d'Autriche et à l'Empire austro-hongrois.
En 1876, lors de la réorganisation administrative de la Transylvanie, elle a été rattachée au comitat de Maros-Torda.
La commune de Corunca a rejoint la Roumanie en 1920, au traité de Trianon, lors de la désagrégation de l'Autriche-Hongrie. Elle a été de nouveau occupée par la Hongrie de 1940 à 1944. Elle est redevenue roumaine en 1945.

## Politique
Le conseil municipal de Corunca compte 11 sièges de conseillers municipaux. À l'issue des élections municipales de juin 2008, Martin Nagy a été élu maire de la commune.
| Parti                                      | Nombre de conseillers |
| ------------------------------------------ | --------------------- |
| Union démocrate magyare de Roumanie (UDMR) | 7                     |
| Parti démocrate-libéral (PD-L)             | 2                     |
| Candidat indépendant                       | 1                     |
| Candidat indépendant                       | 1                     |

## Démographie
En 1910, les villages de Bozeni et Corunca comptaient 103 Roumains (8,86 %), 963 Hongrois (82,87 %) et 91 Tsiganes (7,83 %).
En 1930, on recensait 164 Roumains (12,70 %), 1 107 Hongrois (85,75 %) et 17 Tsiganes (1,32 %).
En 2002, 142 Roumains (8,15 %) côtoient 1 663 Hongrois (95,41 %) et 34 Tsiganes (1,95 %).
| 1850 | 1880 | 1900  | 1910  | 1930  | 1956  | 1977  | 1992  | 2002  |
| ---- | ---- | ----- | ----- | ----- | ----- | ----- | ----- | ----- |
| 927  | 911  | 1 223 | 1 162 | 1 291 | 1 562 | 1 918 | 1 627 | 1 743 |

| 2007  | - | - | - | - | - | - | - | - |
| ----- | - | - | - | - | - | - | - | - |
| 1 889 | - | - | - | - | - | - | - | - |

## Communications

### Routes
Corunca est située à la sortie sud de Târgu Mureș, sur la route nationale DN13 (Route européenne 60) qui relie Târgu Mureș et Sighișoara.

## Lieux et monuments
- Corunca, église réformée de 1769-1778.

- Corunca, château Toldalaghi en ruines (1830).
- Corunca,Université Nationale "Sapienta"